# Antoni Głogowski
Antoni Głogowski z Głogowca herbu Grzymała (ur. ok. 1730) – marszałek województwa bełskiego w konfederacji radomskiej 1767 roku, deputat na Trybunał Koronny, skarbnik grabowiecki, chorąży horodelski 1762, kawaler Orderu Świętego Stanisława 1790, członek Stanów Galicyjskich.
W załączniku do depeszy z 2 października 1767 roku do prezydenta Kolegium Spraw Zagranicznych Imperium Rosyjskiego Nikity Panina, poseł rosyjski Nikołaj Repnin określił go jako posła wrogiego realizacji rosyjskich planów na sejmie 1767 roku, poseł województwa bełskiego na sejm 1767 roku.

## Rodzina
Syn Samuela Głogowskiego herbu Grzymała i Zofii Rozwadowskiej, mąż Ludwiki Dulskiej herbu Przeginia, miecznikówny warszawskiej, ojciec Wincentego i Andrzeja.